# Jonathan Bougard
Pour les articles homonymes, voir Bougard.

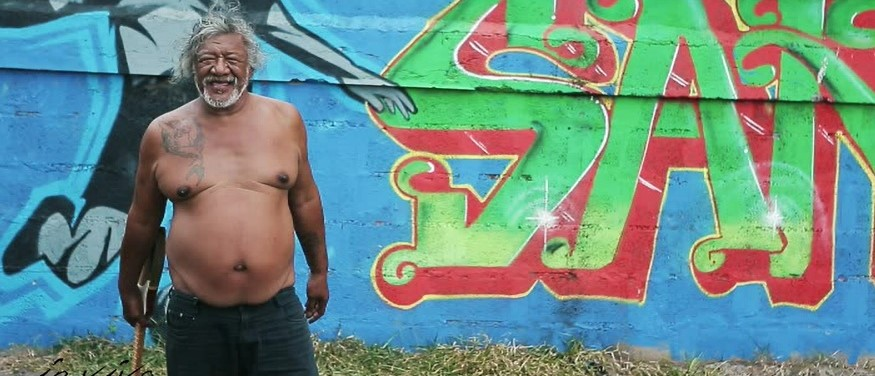
In Vivo Barthélémy le dernier kaina

Jonathan Bougard, natif de Saint-Malo, est un dessinateur, peintre et réalisateur de films documentaires actif en Polynésie française depuis 2005.

## Biographie
Bougard se fait connaître à Tahiti en proposant une fresque  de trente mètres de long au Musée de Tahiti et des Îles en 2008, sur le thème du Mana. En 2010, il expose à Saint-Louis, au Sénégal. À partir de 2012 et jusqu'en 2015 il anime chaque dimanche les Chroniques Paumotu dans la Dépêche de Tahiti. En 2014 il préside le Centre de Création Contemporaine Teroronui de Papeete, un collectif d'artistes qui « vise moins à entrer en conflit culturel avec l’Europe ou les États-Unis qu’à promouvoir les fondements de la culture tahitienne dans leur relation actuelle avec les formes contemporaines de l’art et de la création », d'après Jean-Louis Poitevin. Le CCCTP réunit des artistes venus d'horizons divers comme des sculpteurs et tatoueurs traditionnels, Chief Miko, Moana Heitaa, Pitore, et des artistes plus modernes comme Teva Victor et Julien Magre. Fin 2014, le centre s'associe à la galerie de Miguel Hunt l'Art en Fusion pour présenter un ensemble d’œuvres du premier sculpteur polynésien moderne[pas clair], Vaiere Mara, mort en 2005.
Depuis 2015, il se consacre essentiellement à l'écriture, la réalisation et à la production d'un grand nombre de films documentaires centrés sur la vie purement îlienne de personnages emblématiques. D'abord la collection In Vivo, cinq portraits intimes et lunaires coréalisés avec Jean-Philippe Joaquim et diffusés sur la chaine TNTV. Le premier est consacré au chanteur Barthélémy, un deuxième au Chief Miko, un troisième à un jeune tatoueur, Patu, un autre à Loulou, entraineur de vaa'a, la pirogue polynésienne, et un dernier à Sanson, un jeune tahitien peintre et coqueleur.
En 2017, il crée sa propre maison de production, In Vivo Prod, qui lui permet de choisir librement ses sujets : Semetua, l'esprit des mamaias, consacré à l'orateur Sem Manutahi, chorégraphe du Ori Tahiti Coco Hotahota qu'il suivra aux États-Unis pour le film Coco Hotahota Temaeva,, le poète John Mairai et la troupe de Faa'a Nuna'a e Hau. En 2018, il réalise la trilogie Tatau consacrée aux tatouages traditionnels du Pacifique, (polynésien, philippin et taïwanais). Ces films sont sélectionnés dans de nombreux festivals. Il enchaine avec les frères ennemis, une collection de cinq courts-métrages consacrés aux différents clubs de boxe thaïlandaise des quartiers chauds de Papeete. Dans la foulée il capte et diffuse directement sur sa chaine youtube les combats du Aito Nui, le championnat de boxe thaïlandaise organisé par la fédération polynésienne de boxe thaïlandaise et disciplines associées.
Toujours en 2019, il s'associe avec le seul cirque du Pacifique, le Magic Circus of Samoa de Bruno Loyale pour réaliser une collection de onze portraits des principaux artistes du cirque. Il passe plusieurs semaines au sein du cirque pour filmer la vie quotidienne de l'homme le plus grand du monde, le turc Sultan Kosen, sur le site d'Apogoti à Nouméa en Nouvelle-Calédonie, où le cirque a monté son chapiteau.
En 2019, Jonathan Bougard achève Mara V, un documentaire de quatre-vingt-trois minutes à la recherche des œuvres du sculpteur Vaiere Mara, à partir de reconstitutions et de témoignages, qui lui aura demandé cinq années de recherches entre la Polynésie, les États-Unis et la France
Début 2020 il expose à Paris et en profite pour réaliser un documentaire sur le peintre anglais Scott Batty, qu'il invite à partager les murs de la galerie Hors-Champs. À partir de 2021 il commence à filmer les figures de la communauté polynésienne active en France, comme la danseuse Leia Diard, mais aussi aux Etats-Unis. En 2021 il consacre un court-métrage au dramaturge espagnol Fernando Arrabal, et à l'explosion du mouvement panique. Puis s'intéresse à l'école du sculpteur congolais Muta Mayola et entreprend de retrouver ses oeuvres réputées disparues. Il lui consacre plusieurs courts-métrages qui l'amènent à collaborer avec le peintre congolais Gastineau Massamba, tout en multipliant les bande-annonce de films à venir.

## Publications

### Livres illustrés
- Jonathan Bougard, et Michel Braudeau, L'ennemi, Paris, Les étoiles et les cochons, 1999, 36 p. (ISBN 2-91-1995-21-X).
- Jonathan Bougard, et sous la direction de Pacôme Thiellement, Schréber président, Lyon, Fage, 2005, 288 p. (ISBN 978-2849750537)[14].
- Jonathan Bougard, et Pacôme Thiellement, Les cinq livres du king, Lyon, Le feu sacré, 2012, 124 p. (ISBN 978-2954129426)[15].
- Jonathan Bougard et Jean-Luc Coudray, Carnaval, Nantes, Editions du petit véhicule, coll. « La galerie de l'or du temps », 2019, 64 p. (ISBN 978-2-37145-595-5)[16].

### En revues
- L'ennemi, dessins, textes de Michel Braudeau, la Nouvelle Revue Française tome 551, septembre 1999[17].
- Dossier Julio Cortazar, dessins, la Nouvelle Revue Française tome 570, juin 2004.
- Chroniques paumotu, 136 chroniques dessinées, la Dépêche de Tahiti, 2012-2014.
- Vaiere Mara, le principe du corail. Connexions n°3, avril 2015.
- Vaiere Mara, inventaire des oeuvres. Sous la direction de Jean Guiart. Connexions n°9, avril 2018[18].
- Vaiere Mara, un enfant de Rurutu. TK21 n°141, avril 2023.
- L'école de Muta Mayola, TK21 n°142, mai 2023[19].

## Principales expositions[20]
- 1999 : « NRF et compagnie», galerie JPM graphics, éditions William Blake and co, Bordeaux.
- 2002 : Upper-Ground festival, Institut français d’Innsbruck, Autriche.
- 2004 : « Koïné neuronale sur kraft » - avec Smarrah – galerie « Qu’est-ce à dire ? » Bordeaux.
- 2008 : Mana- exposition collective - Musée de Tahiti et des Îles / Opening BBK, Antigalery, Espace Contemporain des Arts du Pacifique, Bora Bora / Salon des arts de Bora Bora, avec Paskua et Lili Oop.
- 2012 : Eros et poésie - Attaya Gallery, Saint-Louis du Sénégal.
- 2014 : Peintures - Attaya Gallery, Saint-Louis du Sénégal / Action Directe CCCTP – collective avec Chief Miko, Teva Victor, Pitore, Moana Heitaa – Te Fare Tauhiti Nui, Tahiti.
- 2015 : Art Event - Collective - Université de la Polynésie française.
- 2020 : Chroniques tahitiennes, avec Scott Batty, galerie Hors-Champs, Paris.

## Filmographie[21]

### Collection In Vivo (coréalisée avec Jean-Philippe Joaquim)
- 2015 : Barthélémy, le dernier Kaina. 26 min. Emotion films/TNTV.
- 2016 : Miko, le chef voyant. 26 min. Emotion films/TNTV.
- 2016 : Loulou, le passeur. 26 min. Emotions films/TNTV.
- 2017 : Patu, la culture tatoo. 26 min. Emotion films/TNTV.
- 2017 : Sanson l'art et le combat. 26 min. Emotion films/TNTV.

### Collection Tatau
- 2018 : Made in Païwan. 31 min. In Vivo Prod.
- 2018 : Tatau. 36 min. In Vivo Prod.
- 2018 : Les trois mousquetaires du tatouage. 26 min. In Vivo Prod.
- 2018 : Mark of the four waves tribe, 26 min. In Vivo Prod.

### Collection les frères ennemis
- 2019 : Hentz. 18 min. In Vivo Prod.
- 2019 : Roro. 23 min. In Vivo Prod.
- 2019 : VNR à Vairao. 10 min. In Vivo Prod.
- 2019 : Team Black Devil. 18 min. In Vivo Prod.
- 2019 : Les frères ennemis en Nouvelle-Zélande. 12 min. In Vivo Prod.

### Collection Magic Circus Life
- 2019 : Francis Falanisisi. 7 min. In Vivo Prod.
- 2019 : Filifili. 7 min. In Vivo Prod.
- 2019 : Tara rola bola. 4 min. In Vivo Prod.
- 2019 : Toetu. 10 min. In Vivo Prod.
- 2019 : Yudi et sébastien. 9 min. In Vivo Prod.
- 2019 : Sultan Kosen. 18 min. In Vivo Prod.
- 2019 : Talave. 8 min. In Vivo Prod.
- 2019 : Cahoutchouc man. 18 min. In Vivo Prod.
- 2019 : Charne contorsion. 7 min. In Vivo Prod.
- 2019 : Ismael. 8 min. In Vivo Prod.
- 2019 : Juggling genius. 7 min. In Vivo Prod.
- 2019 : Magic circus life. 10 min. In Vivo Prod.

### Documentaires
- 2014 : L'étrusque. 13 min. In Vivo Prod.
- 2015 : Moana. 13 min. In Vivo Prod.
- 2018 : Semetua. 45 min. In Vivo Prod / TNTV.
- 2018 : Danger. 9 min. In Vivo Prod.
- 2018 : Calicia meilleure danseuse. 27 min. In Vivo Prod.
- 2018 : Hui Tarava. 12 min. In Vivo Prod.
- 2018 : Moussake. 29 min. In Vivo Prod.
- 2018 : Heiva la colère des dieux. 63 min. In Vivo Prod.
- 2018 : Tefana Tufaimea, aito de Polynésie. 33 min. In Vivo Prod.
- 2018 : Rurutu Vitaria. 33 min. In Vivo Prod.
- 2019 : Tapu. 50 min. In Vivo Prod.
- 2019 : Yudi et Sébastien, le globe de la mort. 54 min. In Vivo Prod.
- 2019 : Pitore. 8 min. In Vivo Prod.
- 2019 : Coco Hotahota Te Maeva. 91 min. In Vivo Prod / TNTV.
- 2019 : Mara V. 83 min. In Vivo Prod / TNTV.
- 2020 : Les abeilles de Tipaerui. 25 min. In Vivo Prod.
- 2020 : Scott Batty, un anglais à Paris. 13 min. In Vivo Prod/TK21.
- 2022 : Arrabal, l'explosion panique. 22 min. In Vivo Prod.
- 2022 : Coco Hotahota Farereiraa. 81 min. In Vivo Prod.
- 2023 : Mériadeg l'arzonaute. 65 min. In Vivo Prod.
- 2023 : Laetitia Ky ? qui est cette femme ? 13 min. In Vivo Prod, LYS10 gallery.
- 2023 : Vincent le phénomène de Katmandou. 29 min. In Vivo Prod.